# Aiuto! Mi sono persa a New York
Aiuto! Mi sono persa a New York (titolo originale: Mannequin Two: On the Move) è una commedia romantica del 1991 del regista Stewart Raffill con protagonisti l'attrice Kristy Swanson e William Ragsdale. È il sequel di Mannequin di Michael Gottlieb, del quale ricalca la trama. Nonostante il titolo fuorviante, il film è ambientato a Filadelfia e non a New York.

## Trama
Ambientato nella Filadelfia degli anni ottanta, il film inizia con una scena ambientata esattamente mille anni prima, quando un giovane principe viene brutalmente separato dalla sua amata per volere della madre, attraverso un incantesimo. La regina regala infatti alla dama (Jessie) una collana che la pietrificherà finché non avrà trovato il vero amore in una terra straniera. Dopo mille anni il suo corpo pietrificato è un patrimonio nazionale a Philadelphia e l'apprendista in un centro commerciale, Jason, baciando il manichino la restituisce alla vita, con sua sorpresa. 
Toccherà allora a Jason insegnarle come è cambiato il mondo negli ultimi mille anni e proteggerla da chi la vuole sfruttare, ma soprattutto salvarla dal conte Spretzle, avido affarista tedesco, la cui esposizione in città verrà organizzata dal centro commerciale in cui Jason lavora. Unico aiutante Hollywood, visual e artista collega di Jason, romantico e sempre eccentrico, ma allo stesso tempo forte e sensibile.

## Produzione
La canzone della colonna sonora è Nothing's Gonna Stop Us Now dei Jefferson Starship, scritta da Diane Warren e Albert Hammond; mentre la musica originale è stata scritta da David McHugh.

## Distribuzione

### Date di uscita
- Corea del Sud: 27 aprile 1991
- USA: 17 maggio 1991
- Germania: 6 giugno 1991
- Argentina: 5 settembre 1991
- Spagna: 18 ottobre 1991
- Inghilterra: 18 ottobre 1991
- Giappone: 23 novembre 1991
- Irlanda: 17 gennaio 1992